# 山末神社
山末神社（やまずえじんじゃ）は、伊勢神宮豊受大神宮（外宮）の摂社。外宮の摂社16社のうち第13位である。

## 概要
三重県伊勢市豊川町にある、外宮宮域内に鎮座する。宮域の高倉山南東の端に位置する。ただし、外宮境内の参道とは直接つながっておらず、一度境外へ出る必要がある。山末神社のさらに南には田上大水神社・田上大水御前神社がある。
祭神は大山津姫命（おおやまつひめのみこと）。外宮神田の山の神かつ神田に水を満たす泉の神であるとされる。外宮神田は「豊宮崎の御田」と呼ばれ、山末神社の南一帯に広がっていたが、現代では宅地化されている。度会延経著『伊勢国神名帳考證』では祭神を「大山咋神、亦名山末之大主神」とするが、大山咋神（おおやまくいのかみ）とは『古事記』に登場する神で、神聖な山を神格化したものと考えられる。
社殿は神明造の板葺で、玉垣に囲まれている。高さ8尺3寸（約2.5m）の鳥居（神明鳥居）が1基ある。鳥居は参道ではなく、石垣に向かって建てられている。賽銭箱は置かれていない。

## 歴史
山末神社の「山末」は、鎮座地の高倉山の末に鎮座することを指す。なお、「末」は山の麓ではなく、頂上を意味する。『延喜伊勢太神宮式』・『止由気宮儀式帳』などでは「山末社」と記す。
伊勢神宮の摂社の定義より『延喜式神名帳』成立、すなわち延長5年（927年）以前に創建された。また、『止由気宮儀式帳』にも記載があることから延暦23年（804年）以前から存在したことになる。『倭姫命世記』には山末神社の創始についての言及はないが、神宮の鎮座に適した地を探すために山末を眺めたという記述がある。
中世の末には祭祀が行われなくなり、近世には社地不明となるが、大宮司・河邊精長の尽力により寛文3年6月23日（グレゴリオ暦：1663年7月27日）に現在地へ再興された。再興に当たっては『神名秘書』中の記述「山末社、在継橋郷字宮山小梨谷、御田口社南」を参照し、実地踏査を行っている。元禄5年7月9日（グレゴリオ暦：1692年8月20日）、社殿造り替えのために岡本町の人夫が一時的に豊宮崎文庫に材木を置き、元禄7年2月14日（グレゴリオ暦：1694年3月9日）に雨の中神事を挙行し、造り替えを無事に終了した。ただし御巫清直は、精長の再興した山末神社の地は誤りであり、山末神社の本来の社地は御田祭の際に田楽を舞う場所ではないかとした。御巫清直は田楽が本来、山末神社に捧げられていたと考えたのであった。
1921年（大正10年）1月と1957年（昭和32年）7月に造り替えられ、1983年（昭和58年）10月27日に大修繕が行われた。

## 祭祀
祈年祭（2月20日）、月次祭（6月20日・12月20日）、神嘗祭（10月20日）、新嘗祭（11月26日）は、権禰宜（ごんねぎ）・宮掌（くじょう）・出仕の3人が巡回祭典の形で境内にて祭祀を執行し、歳旦祭（1月1日）、元始祭（1月3日）、建国記念祭（2月11日）、風日祈祭（5月14日・8月4日）、天長祭（12月23日）は遥祀を行う。

## 交通
外宮前まで
- JR参宮線・近鉄山田線伊勢市駅南口（JR側）より外宮参道を通って徒歩5分程度[9]。
- 三重交通「伊勢市駅前」バス停より徒歩5分。
- 三重交通「外宮前」バス停よりすぐ。
- 伊勢自動車道伊勢西ICより三重県道32号伊勢磯部線（御木本道路）を北へ約5分。付近に合計448台収容の駐車場がある[10]。

外宮前から神社まで
外宮前より宮域林（神宮林）に沿って御木本道路を南下し、豊宮崎文庫跡で左折し直進して現れる苔むす石段を上がると度会大国玉比賣神社、伊我理神社、井中神社が鎮座する。この3社から外宮の森に沿ってさらに500mほど進むと山末神社に到達する。